# Peshtigo (thị trấn), Wisconsin
Peshtigo là một thị trấn thuộc quận Marinette, tiểu bang Wisconsin, Hoa Kỳ. Năm 2010, dân số của thị trấn này là 3.960 người.